# Orbea (plant)
Orbea is een geslacht uit de maagdenpalmfamilie (Apocynaceae). De soorten komen voor in Afrika en op het Arabisch Schiereiland.

## Soorten
- Orbea abayensis (M.G.Gilbert) Bruyns
- Orbea albocastanea (Marloth) Bruyns
- Orbea araysiana (Lavranos & Bilaidi) Bruyns
- Orbea baldratii (A.C.White & B.Sloane) Bruyns
- Orbea carnosa (Stent) Bruyns
- Orbea caudata (N.E.Br.) Bruyns
- Orbea chrysostephana (Deflers) Bruyns
- Orbea ciliata (Thunb.) L.C.Leach
- Orbea circes (M.G.Gilbert) Bruyns
- Orbea conjuncta (A.C.White & B.Sloane) Bruyns
- Orbea cooperi (N.E.Br.) L.C.Leach
- Orbea cucullata (Plowes) Meve
- Orbea decaisneana (Lem.) Bruyns
- Orbea deflersiana (Lavranos) Bruyns
- Orbea denboefii (Lavranos) Bruyns
- Orbea distincta (E.A.Bruce) Bruyns
- Orbea dummeri (N.E.Br.) Bruyns
- Orbea fenestrata (Plowes) Meve
- Orbea gemugofana (M.G.Gilbert) Bruyns
- Orbea gerstneri (Letty) Bruyns
- Orbea gilbertii (Plowes) Bruyns
- Orbea halipedicola L.C.Leach
- Orbea hardyi (R.A.Dyer) Bruyns
- Orbea huernioides (P.R.O.Bally) Bruyns
- Orbea huillensis (Hiern) Bruyns
- Orbea knobelii (E.Phillips) Bruyns
- Orbea laikipiensis (M.G.Gilbert) Bruyns
- Orbea laticorona (M.G.Gilbert) Bruyns
- Orbea longidens (N.E.Br.) L.C.Leach
- Orbea lugardii (N.E.Br.) Bruyns
- Orbea luntii (N.E.Br.) Bruyns
- Orbea lutea (N.E.Br.) Bruyns
- Orbea maculata (N.E.Br.) L.C.Leach
- Orbea mcloughlinii (I.Verd.) L.C.Leach
- Orbea melanantha (Schltr.) Bruyns
- Orbea miscella (N.E.Br.) Meve
- Orbea namaquensis (N.E.Br.) L.C.Leach
- Orbea nardii Raffaelli, Mosti & Tardelli
- Orbea paradoxa (I.Verd.) L.C.Leach
- Orbea parviloba (Bruyns) Meve
- Orbea pulchella (Masson) L.C.Leach
- Orbea rogersii (L.Bolus) Bruyns
- Orbea sacculata (N.E.Br.) Bruyns
- Orbea schweinfurthii (A.Berger) Bruyns
- Orbea semitubiflora (L.E.Newton) Bruyns
- Orbea semota (N.E.Br.) L.C.Leach
- Orbea sprengeri (Schweinf.) Bruyns
- Orbea subterranea (E.A.Bruce & P.R.O.Bally) Bruyns
- Orbea taitica Bruyns
- Orbea tapscottii (I.Verd.) L.C.Leach
- Orbea tubiformis (E.A.Bruce & P.R.O.Bally) Bruyns
- Orbea ubomboensis (I.Verd.) Bruyns
- Orbea umbracula (M.D.Hend.) L.C.Leach
- Orbea valida (N.E.Br.) Bruyns
- Orbea variegata (L.) Haw.
- Orbea verrucosa (Masson) L.C.Leach
- Orbea vibratilis (E.A.Bruce & P.R.O.Bally) Bruyns
- Orbea wilsonii (P.R.O.Bally) Bruyns
- Orbea wissmannii (O.Schwartz) Bruyns
- Orbea woodii (N.E.Br.) L.C.Leach

Aganonerion · 
Acokanthera · 
Adenium · 
Aganosma · 
Allamanda · 
Alstonia · 
Alyxia · 
Amalocalyx · 
Anodendron · 
Apocynum .
Asclepias · 
Baharuia · 
Baissea · 
Beaumontia ·
Caralluma · 
Carissa · 
Catharanthus · 
Cerbera · 
Ceropegia (lantaarnplanten) · 
Chonemorpha · 
Cleghornia · 
Cynanchum · 
Dewevrella ·
Dischidia ·
Ditassa  ·
Echites · 
Elytropus · 
Epigynum · 
Eucorymbia · 
Forsteronia · 
Hoodia · 
Hoya · 
Hylaea · 
Huernia · 
Ichnocarpus · 
Ixodonerium · 
Kopsia · 
Landolphia · 
Lhotzkyella · 
Macroditassa · 
Mandevilla · 
Manothrix · 
Margaretta · 
Marsdenia · 
Matelea · 
Melinia ·
Melodinus  · 
Merrillanthus · 
Metaplexis · 
Metastelma · 
Microdactylon · 
Microloma · 
Miraglossum · 
Mitostigma · 
Morrenia · 
Motandra · 
Nautonia · 
Neoschumannia · 
Nephradenia · 
Notechidnopsis · 
Odontadenia · 
Odontanthera · 
Oncinema · 
Oncostemma · 
Ophionella · 
Orbea · 
Orbeanthus · 
Orbeopsis · 
Orthanthera · 
Orthosia · 
Oxypetalum · 
Oxystelma · 
Pachycarpus · 
Pachycymbium · 
Pachypodium · 
Papuechites · 
Parameria · 
Parapodium · 
Parepigynum · 
Parsonsia · 
Pectinaria · 
Pentacyphus · 
Pentarrhinum · 
Pentasachme · 
Pentastelma · 
Pentatropis · 
Peplonia · 
Pergularia · 
Periglossum · 
Petopentia · 
Pherotrichis · 
Philibertia · 
Piaranthus · 
Pleurostelma · 
Plumeria · 
Pseudolithos · 
Quaqua · 
Quisumbingia · 
Raphistemma · 
Raphionacme · 
Rauvolfia · 
Rhyncharrhena · 
Rhyssolobium · 
Rhyssostelma · 
Rhytidocaulon · 
Riocreuxia · 
Rojasia · 
Sarcolobus ·
Sarcostemma · 
Schistogyne · 
Schistonema · 
Schubertia · 
Secamone · 
Secamonopsis · 
Seutera · 
Sindechites · 
Sisyranthus · 
Solenostemma · 
Sphaerocodon · 
Stapelia · 
Stapelianthus · 
Stapeliopsis · 
Stathmostelma · 
Stenomeria · 
Stenostelma · 
Stigmatorhynchus · 
Schizozygia · 
Tacazzea · 
Tectiphiala · 
Trachelospermum · 
Urceola · 
Vallariopsis · 
Vinca (maagdenpalm) · 
Vincetoxicum (engbloem)